# Boris Cebotari
Boris Cebotari, né le 3 février 1975 à Sărăteni en Moldavie et mort le 15 juillet 2012 à Chișinău en Moldavie, était un footballeur international moldave, qui évoluait au poste de milieu de terrain.
Il compte 39 sélections et 1 but en équipe nationale entre 1994 et 2006.

## Biographie

### Carrière de joueur
Boris Cebotari dispute 287 matchs en première division moldave, pour 46 buts marqués, ainsi que 56 matchs en première division ukrainienne, pour 2 buts d'inscrits.
Avec le club du Zimbru Chișinău, il remporte six championnats de Moldavie, et enfin cinq coupes de Moldavie.
Avec cette même équipe, il dispute 10 matchs en Ligue des champions, 13 matchs en Coupe de l'UEFA, pour 4 buts inscrits.

### Carrière internationale
Boris Cebotari compte 39 sélections et 1 but avec l'équipe de Moldavie entre 1994 et 2006. 
Il est convoqué pour la première fois par le sélectionneur national Ion Caras pour un match amical contre les États-Unis le 16 avril 1994 (1-1). Par la suite, le 29 mars 2003, il inscrit son seul but en sélection contre la Biélorussie, lors d'un match des éliminatoires de l'Euro 2004 (défaite 2-1). Il reçoit sa dernière sélection le 16 août 2006 contre la Lituanie (victoire 3-2).

## Palmarès

### En club
- Avec le Zimbru Chișinău :
  - Champion de Moldavie en 1992, 1993, 1994, 1995, 1996 et 1998
  - Vainqueur de la Coupe de Moldavie en 1997, 1998, 2003, 2004 et 2007

### Distinctions personnelles
- Footballeur moldave de l'année en 2002